# Национальный музей транспорта (Болгария)

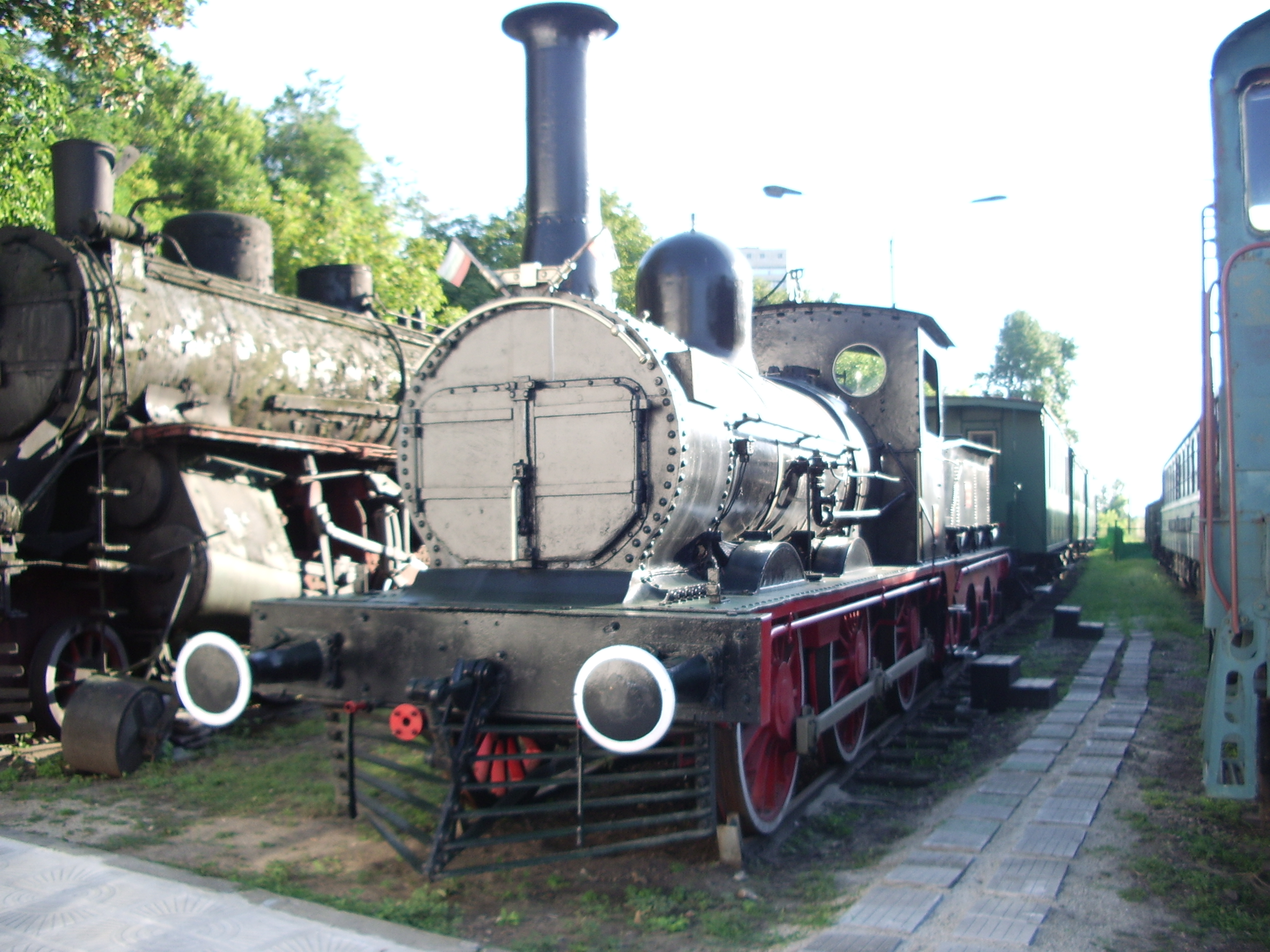
Сохранившийся паровоз Р3/3z 1868 года — экспонат музея

Национальный музей транспорта (болг. Национален музей на транспорта) в болгарском городе Русе расположен на берегу Дуная на первом в стране железнодорожном вокзале, построенном в 1866 году.

## Музей
Экспонаты расположены как внутри станционных помещений, так и снаружи. Среди экспонатов, стоящих под открытым небом, более десяти паровых машин, в том числе старейший паровоз, сохранившийся в стране (класс Р3/3z, построен в Англии в 1868 году), различные железнодорожные вагоны, в том числе личные вагоны царей Болгарии Фердинанда I и Бориса III, а также вагон турецкого султана 1866 года.
По данным на 2007 год, музей испытывает нехватку средств. Старинные паровозы и вагоны хранятся на открытом воздухе без какого-либо обслуживания, и влажный воздух с находящегося рядом Дуная значительно ускоряет их разрушение.
Музей получил название Национальный музей железнодорожного транспорта и коммуникаций 26 июня 1996 года, в честь 100-летия железных дорог в Болгарии, а здание было объявлено историческим памятником. Экспонаты музея были использованы в фильмах капитан Петко Войвода (болг. Капитан Петко Войвода), Записки о болгарских восстаниях (болг. Записки по българските въстания), и в российско-болгарском фильме Турецкий гамбит.

## Старый железнодорожный вокзал
Сооружение старого железнодорожного вокзала Русе было начато в 1863 году и закончилось спустя три года. Станция была расположена на тогдашней окраине города Русе, недалеко от высокого берега Дуная, напротив Джурджу. Сейчас она не функционирует.
Здание железнодорожного вокзала было началом большого проекта — железной дороги Русе-Варна, осуществлявшегося под английскоим, французским и австро-венгерским давлением. Новая железная дорога была предназначена, чтобы сократить путешествие из Лондона в Стамбул на пять или шесть дней. Архитектурные и конструктивные планы были выполнены братьями Бырклек. Водонапорная башня, подпорная стенка реки, и несколько других объектов были построены поблизости с использованием белого известняка из близлежащих сёл. В 1866 году строительство станции было завершено. На вокзале имелся зал ожидания, комната для диспетчера станции, комната для ответственного чиновника и некоторые другие помещения. Железнодорожная станция Русе стала крупным центром пассажирских и грузовых перевозок, отчасти из-за расположенной рядом гавани.
После открытия железной дороги Русе-Тырново в 1900 году с её первой станцией Русе-Южная, старый вокзал был переименован в Русе-Восточная. Станция продолжала работу до июня 1954 года, пока не открылась сортировочная станция. После этого она стала частью Национального музея транспорта.

## Галерея

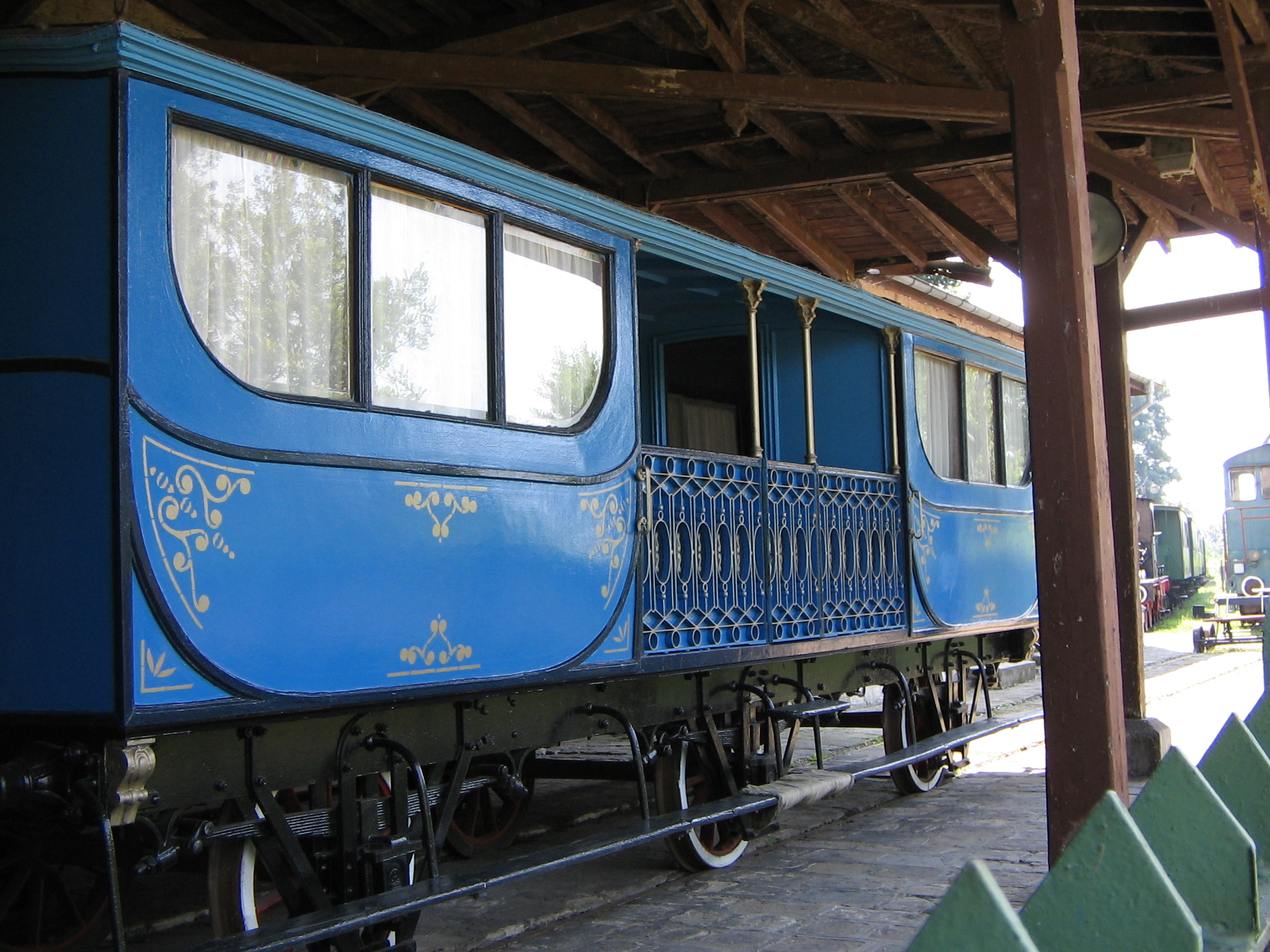
Вагон Султана
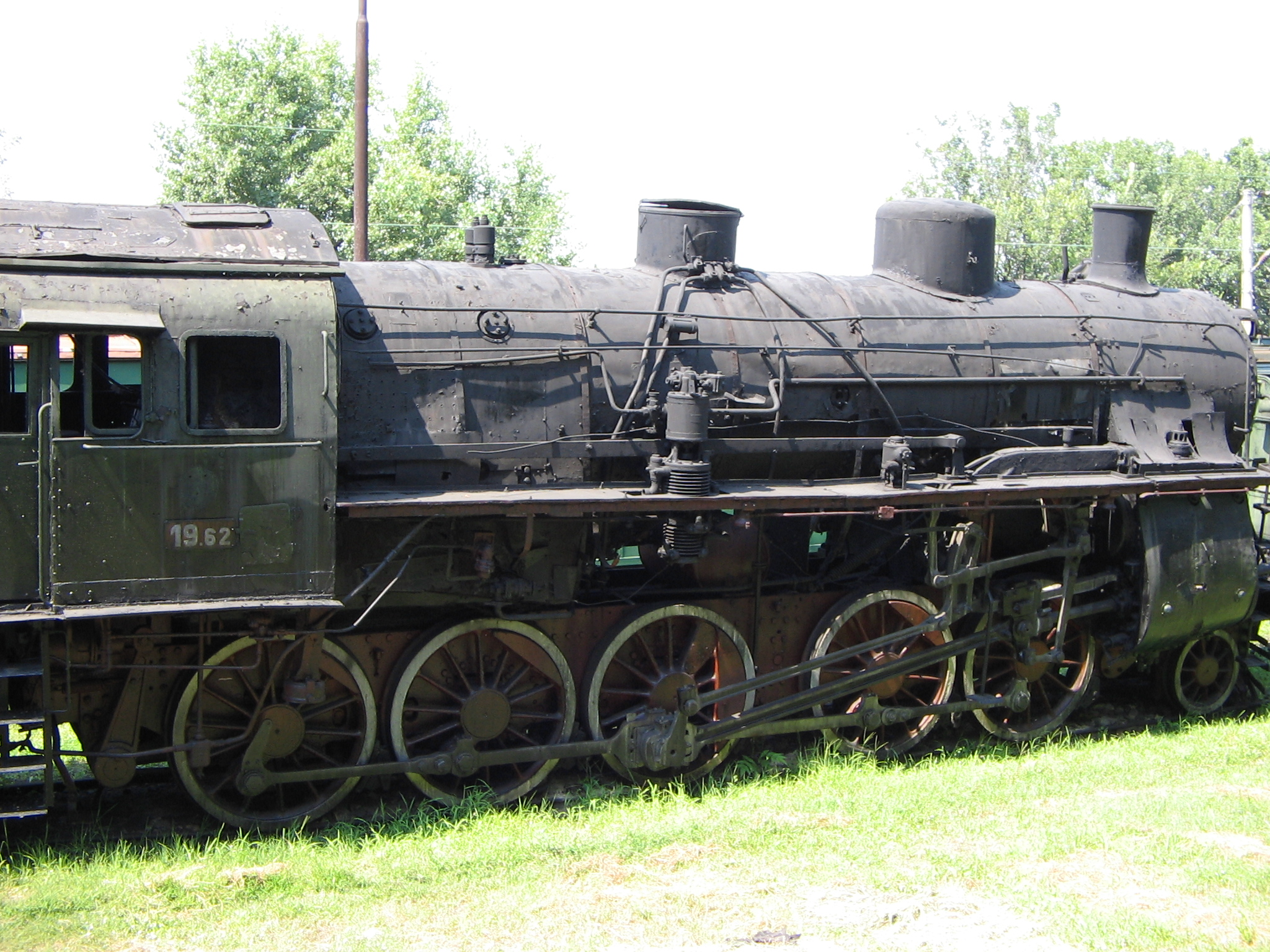
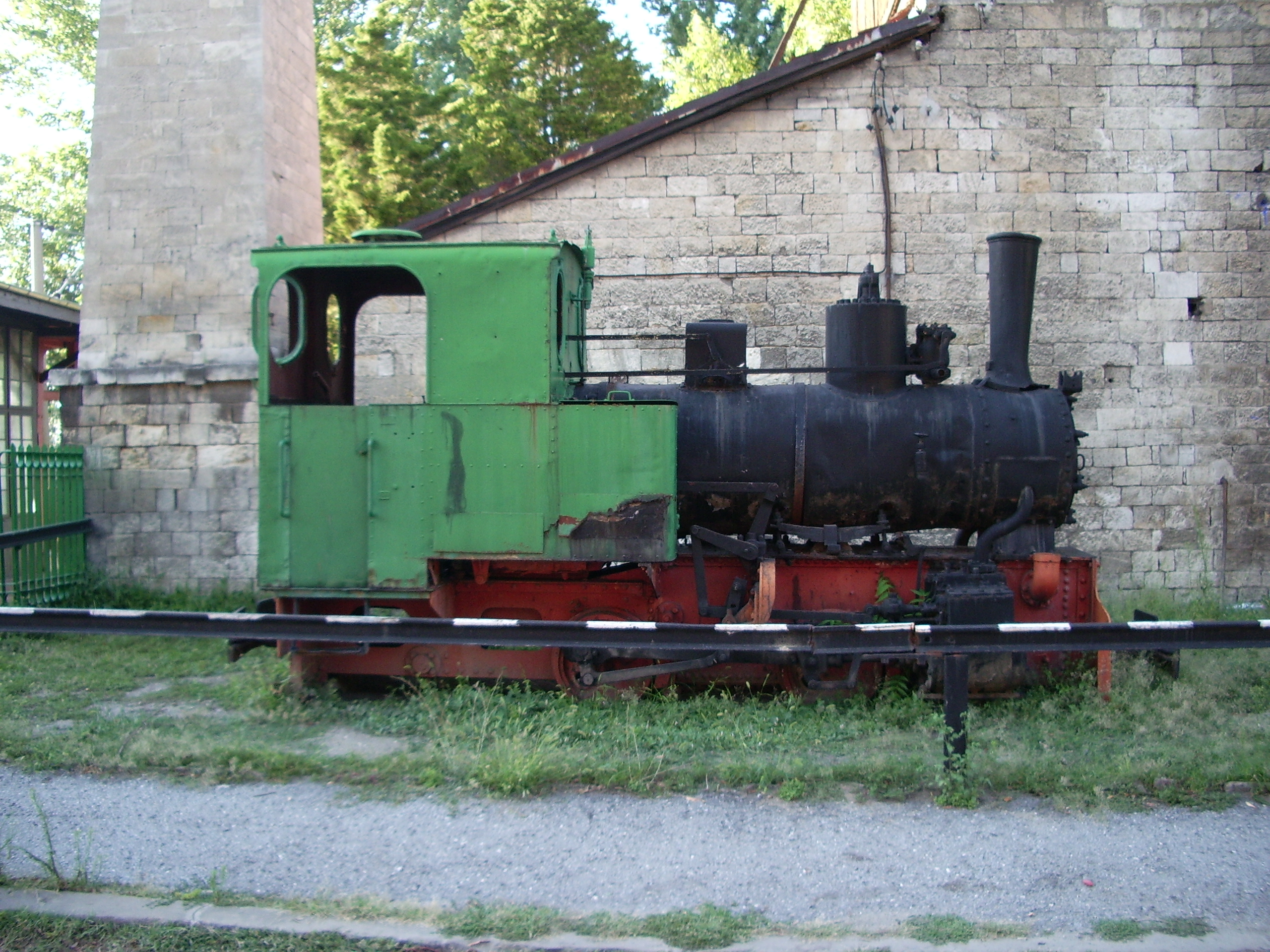
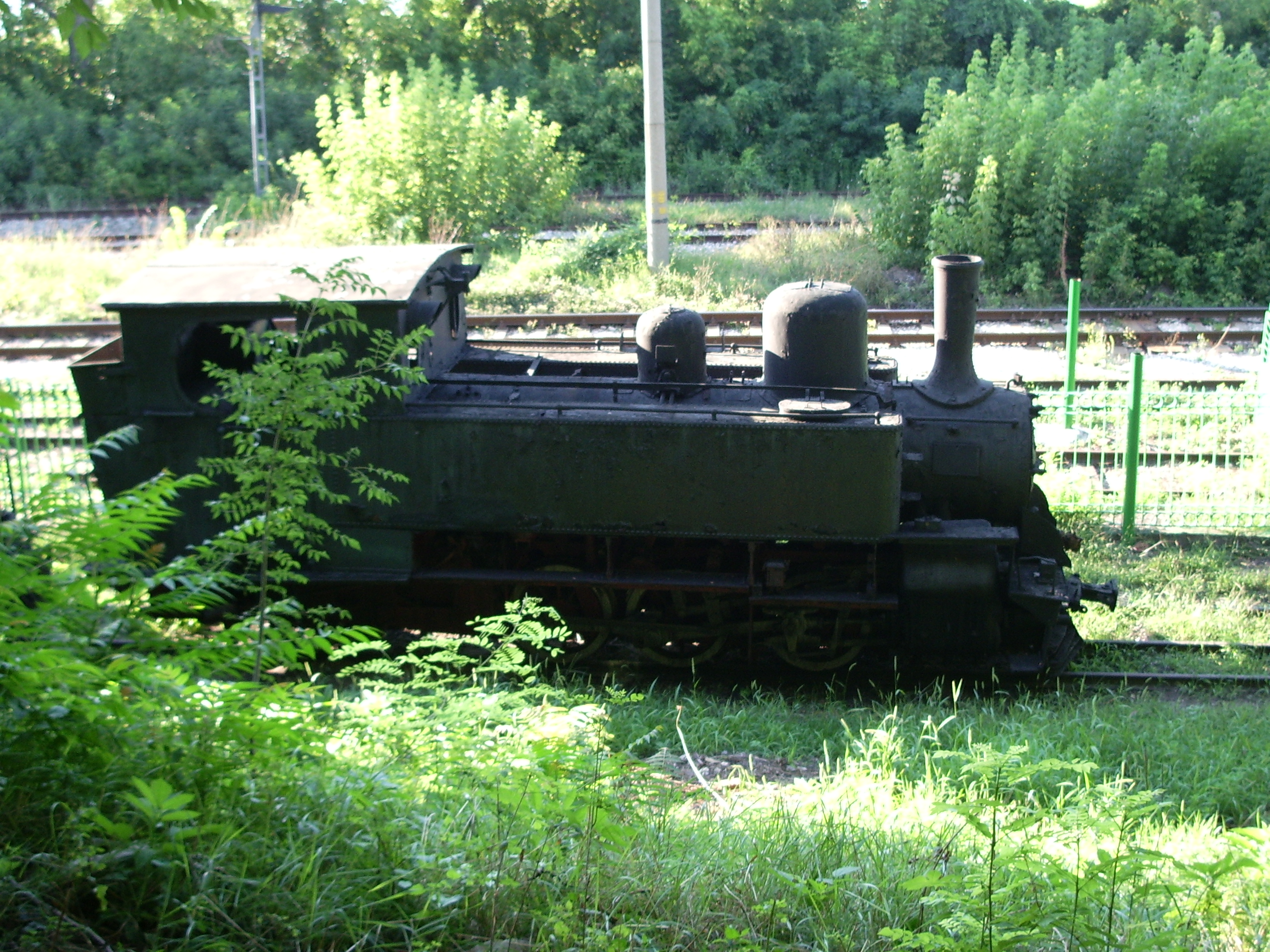
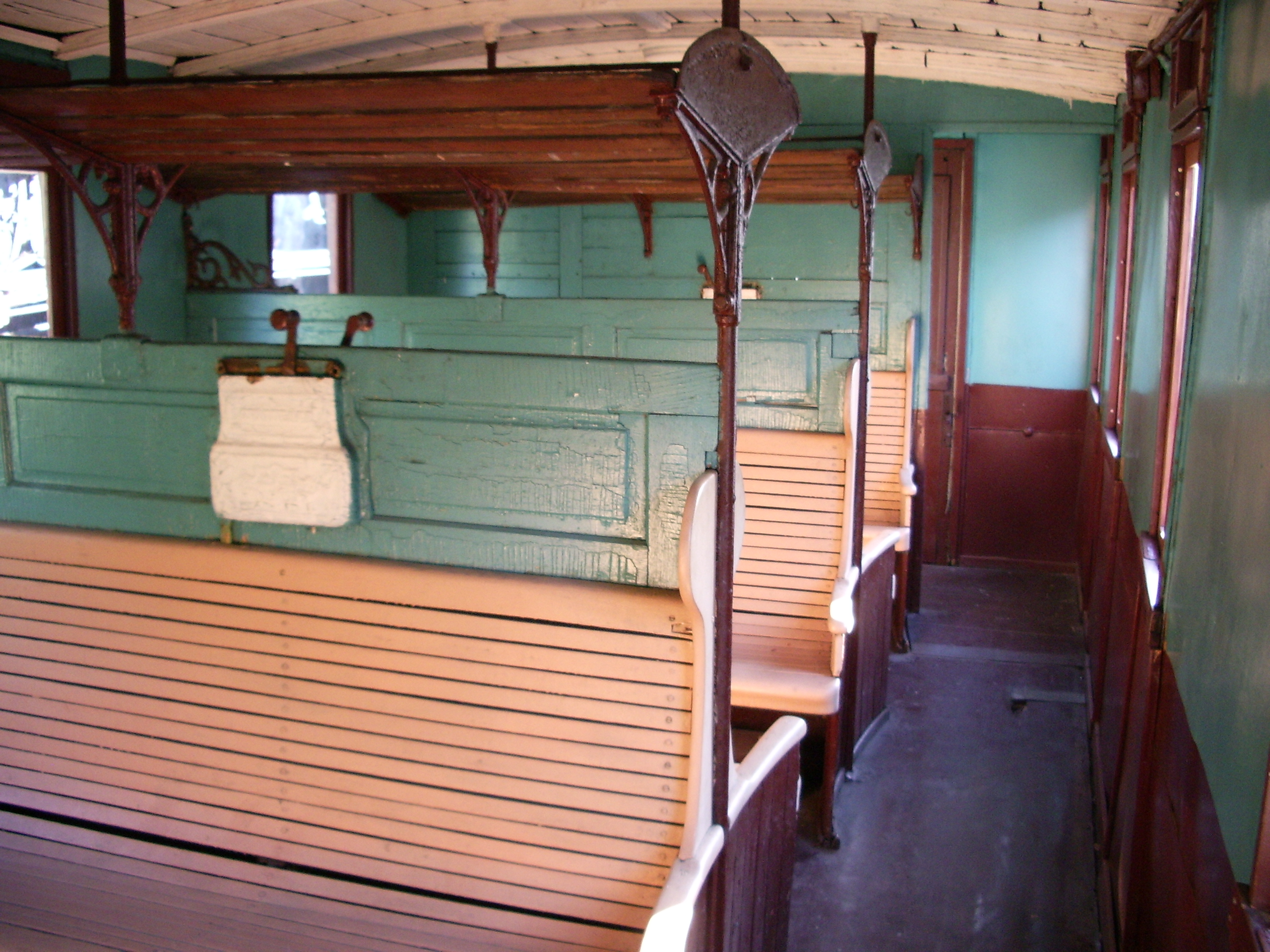
Интерьер вагона с отоплением
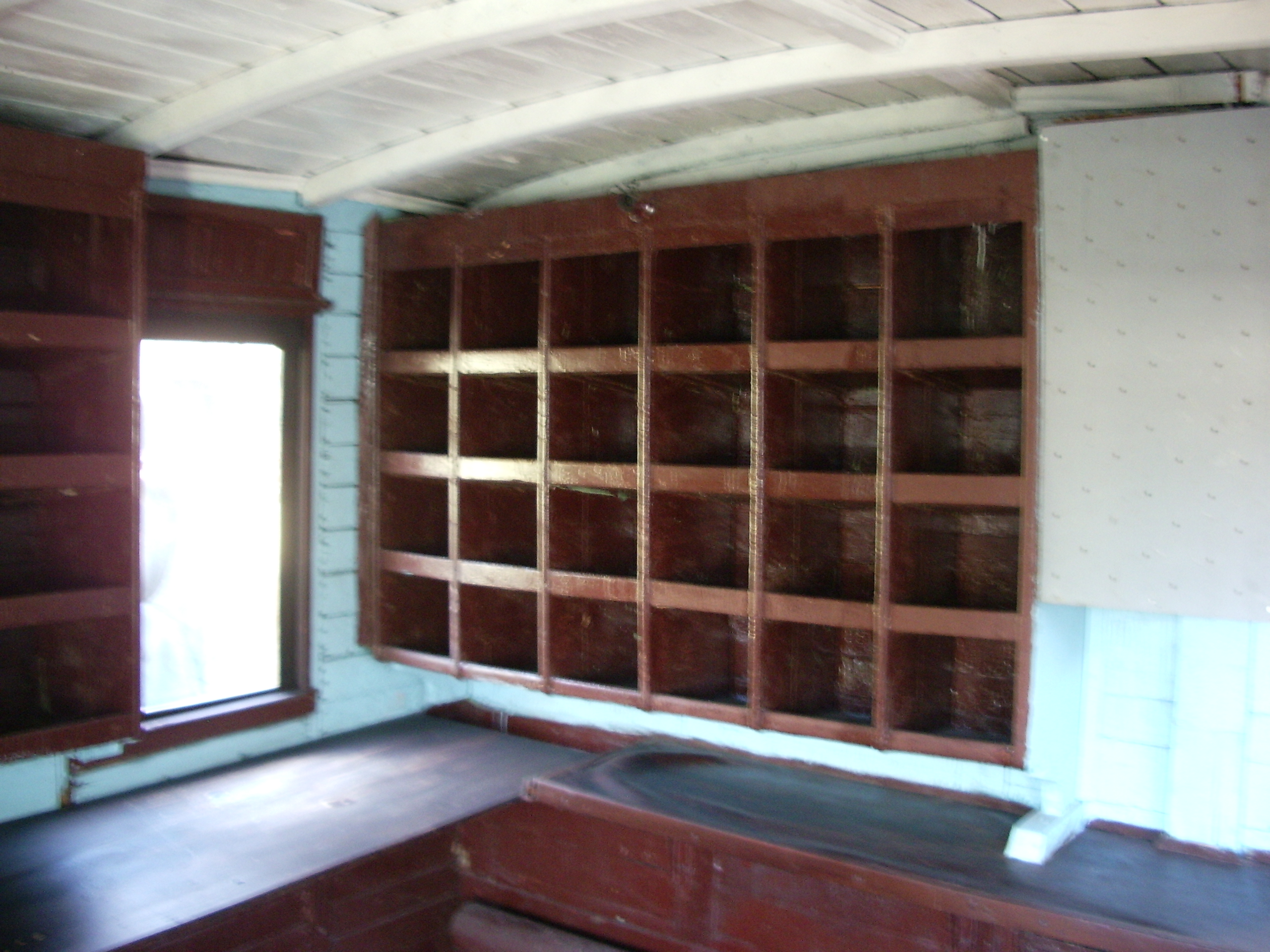
Интерьер — отделения для транспортировки почты
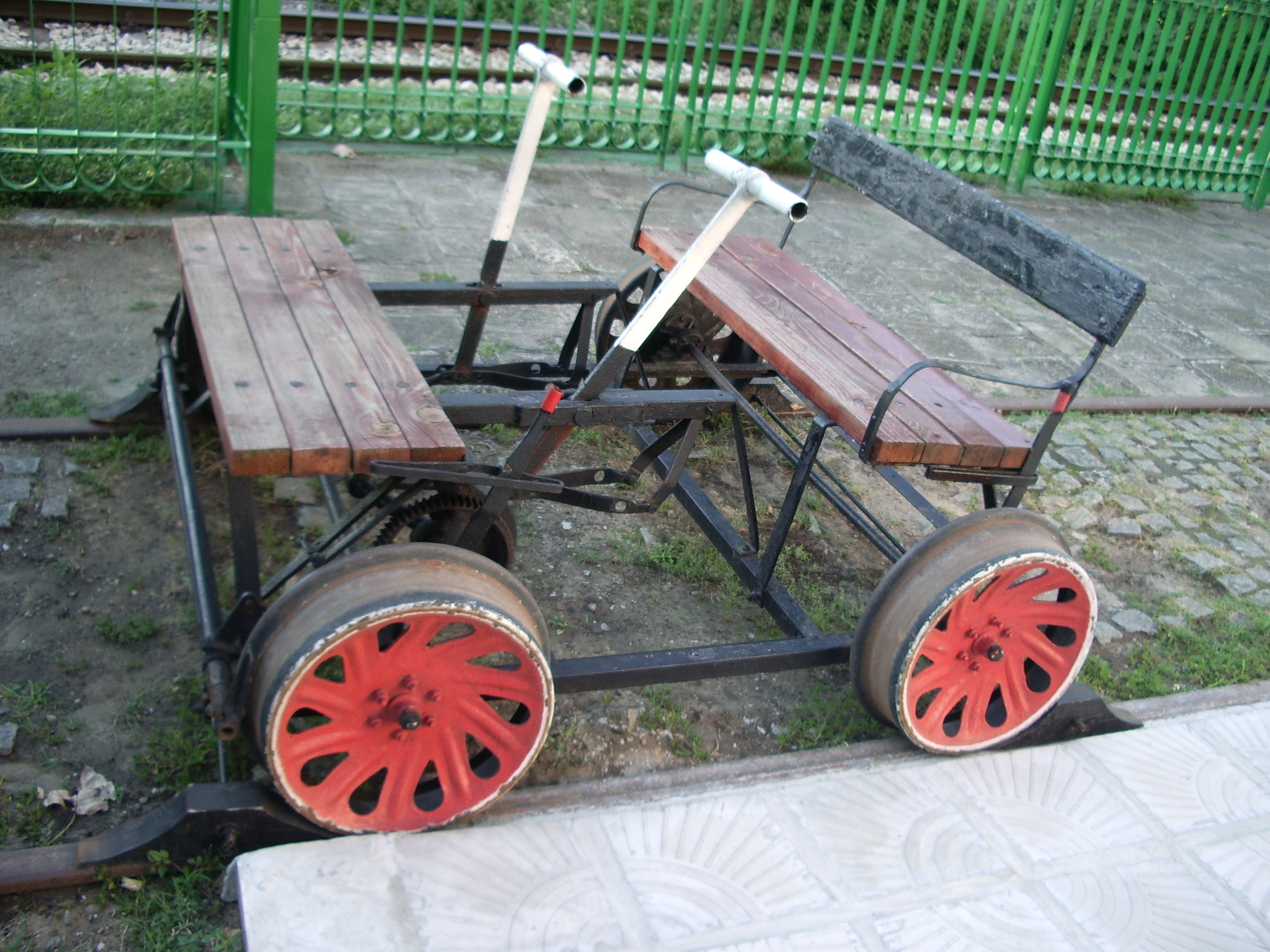
Дрезина

## Внешние ссылки
- Сайт музея